# Linus Wahlgren
Linus Carl Henrik Wahlgren (født 10. september 1976) er en svensk skuespiller. Han er blandt andet kendt for sin rolle som Filip Norberg i tv-serien Rederiet, som han spillede fra 1997 til 1999.

## Privatliv
Linus Wahlgren er søn af skuespillerne Christina Schollin og Hans Wahlgren, samt bror til Pernilla, Peter og Niclas Wahlgren.
Fra 2007 til 2012 var han gift med makeupartisten Jessica Johansson. De fik to børn, en søn i 2005 og en datter i 2010.

## Udvalgt filmografi
- Bert (tv-serie, 1994)
- Tre kronor (tv-serie, 1996)
- Rederiet (tv-serie, 1997-1999)
- Irene Huss (tv-serie, 2008)
- Solsidan (tv-serie, 2010)
- Fjällbacka-mordene - Havet giver, havet tager (2013)
- Blå øjne (tv-serie, 2014-2015)
- Kommissæren og havet (tv-serie, 2017)
- Mord i Skærgården (tv-serie, 2018)
- Storm på Stillevænget (julekalender, 2018)
- Fallen Dream (kortfilm, 2019)
- Bäckström (tv-serie, 2020)
- Den anden side (2020)
- Beck (tv-serie, 2020)
- Clark (tv-serie, 2022)
- Maffia (tv-serie, 2025)